# Hypanartia lethe
Hypanartia lethe är en fjärilsart som beskrevs av Fabricius 1793. Hypanartia lethe ingår i släktet Hypanartia och familjen praktfjärilar. Inga underarter finns listade i Catalogue of Life.

## Bildgalleri

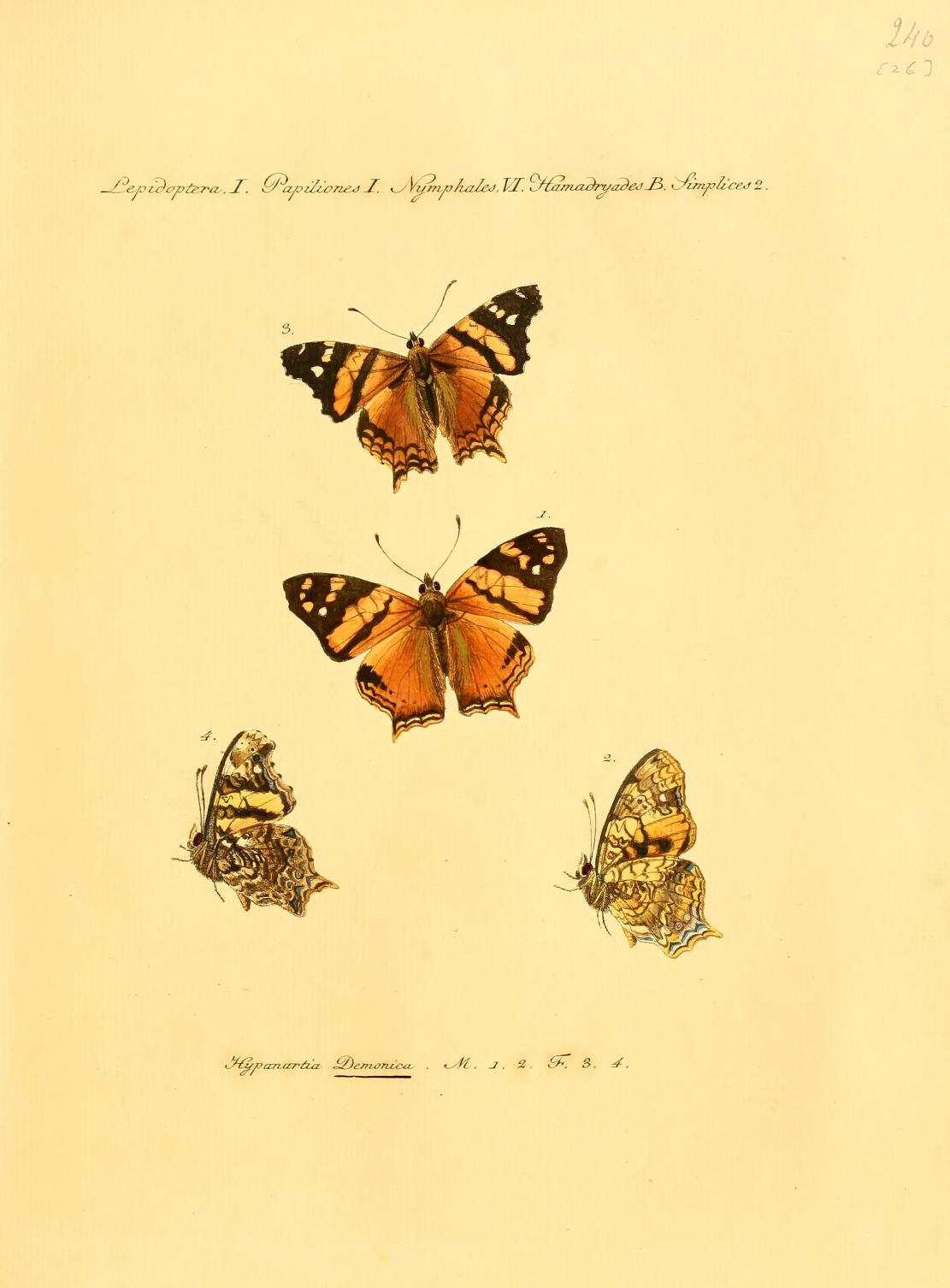